# Heeding the Call
Heeding the Call to drugi ep szwedzkiego zespołu muzycznego Hammerfall. Zawiera on utwór będący dodatkiem na niektórych wydaniach albumu Legacy of Kings, a także 3 utwory nagrane na żywo.

## Spis utworów
1. "Heeding the Call" – 4:24
2. "Eternal Dark" (cover Picture) – 3:08
3. "The Metal Age" (live) – 4:28
4. "Steel Meets Steel" (live) – 4:34
5. "Stone Cold" (live) – 7:02

## Twórcy
- Joacim Cans - śpiew
- Oscar Dronjak - gitara, śpiew
- Stefan Elmgren - gitara, śpiew
- Magnus Rosén - gitara basowa
- Patrik Räfling - instrumenty perkusyjne